# 羅官榮
羅 官榮（ナ・グァンヨン、1992年4月6日 - ）は、大韓民国のラグビー選手。

## プロフィール
- 大韓民国出身[1]。
- ポジションはプロップ(PR)。
- 身長 176 cm、体重 94 kg
- 韓国代表に選ばれたことがある[2]。

## 略歴
延世大学、尚武、現代グロービス を経て、2018年、クボタスピアーズ(現・クボタスピアーズ船橋・東京ベイ)に加入。同年8月31日に行われたジャパンラグビートップリーグ第1節のパナソニック ワイルドナイツ戦にて途中出場で日本での公式戦初出場を果たす。
2022年、クボタスピアーズ船橋・東京ベイを退団した。